# Helen Esuene
Helen Esuene (sinh ngày 23 tháng 11 năm 1949) là tên của một công chức về hưu người Nigeria. Trước đó, bà được bổ nhiệm làm bộ trưởng bộ y tế (từ tháng 7 năm 2005 đến tháng 1 năm 2006), sau đó là bộ trưởng bộ môi trường (từ tháng 1 năm 2006 đến tháng 1 năm 2007)và bộ môi trường và nhà ở trong bộ nội các của tổng thống Olisegun Obasanjo (từ tháng 1 năm 2007 đến tháng 5 năm 2009).
Trong cuộc bầu cử vào tháng 4 năm 2011, bà giành được chức thượng nghị sĩ đại diện cho khu vực phía nam bang Akwa Ibom. Đảng chính trị của bà là đảng Dân chủ (tiếng Anh: People's Democratic Party)

## Lí lịch
Bà đã từng học một khóa học về việc làm thư kí riêng và quản lí văn phòng tại trung tâm đào tạo liên bang của Nigeria tại bang Kaduna. Rồi sự nghiệp của bà bắt đầu với công việc thư kí riêng.
Tiếp đến, Helen Esuene đi du học ở đại học Leicester, Anh, Anh và nhận được bằng thạc sĩ về tài chính. Ngay sau đó, bà kết hôn với thống đốc tiền nhiệm của bang Cross River cũ là ông Udokaha Esuene (mất năm 1996). Họ có hai người con gái và 3 người con trai.
Sau đó, bà bắt đầu công việc kinh doanh. Mở đầu bằng việc bà làm quản lí nhân lực cho Mobil Producing. Rồi đến năm 2000, bà khai trương khách sạn theo kiểu dinh thự Marina tại bang Ekita.